# マック・トラックス
マック・トラックス（英: Mack Trucks, Inc.）は、アメリカ合衆国の貨物自動車製造メーカーであり、そのブランド名。それ以前はバスとトロリーバスの製造を行っており、1900年に創立されたマック・ブラザース社（Mack Brothers Company）は、1907年に初めてトラックを製造し、1922年に現在の名称を採用している。2000年、AB ボルボによってルノートラックスと共に買収されている。また、子会社であるマック・ディフェンスで軍事用トラックの製造を行っている。
ニューヨーク州ブルックリンで創立し、1905年から2009年まで本社はペンシルベニア州アレンタウンに置かれ、その後ノースカロライナ州グリーンズボロへ移転している。ペンシルベニア州ローワー・マカンジーとバージニア州セイラムでの製造が行われており、搭載されるエンジンは全てメリーランド州ヘイガースタウン工場で製造されている。この他、ペンシルベニア州、オーストラリア、ベネズエラにも組立工場を有している。これ以前にはカリフォルニア州ヘイワードとカナダ・オンタリオ州にも工場が存在したが、閉鎖されている。

## 歴史

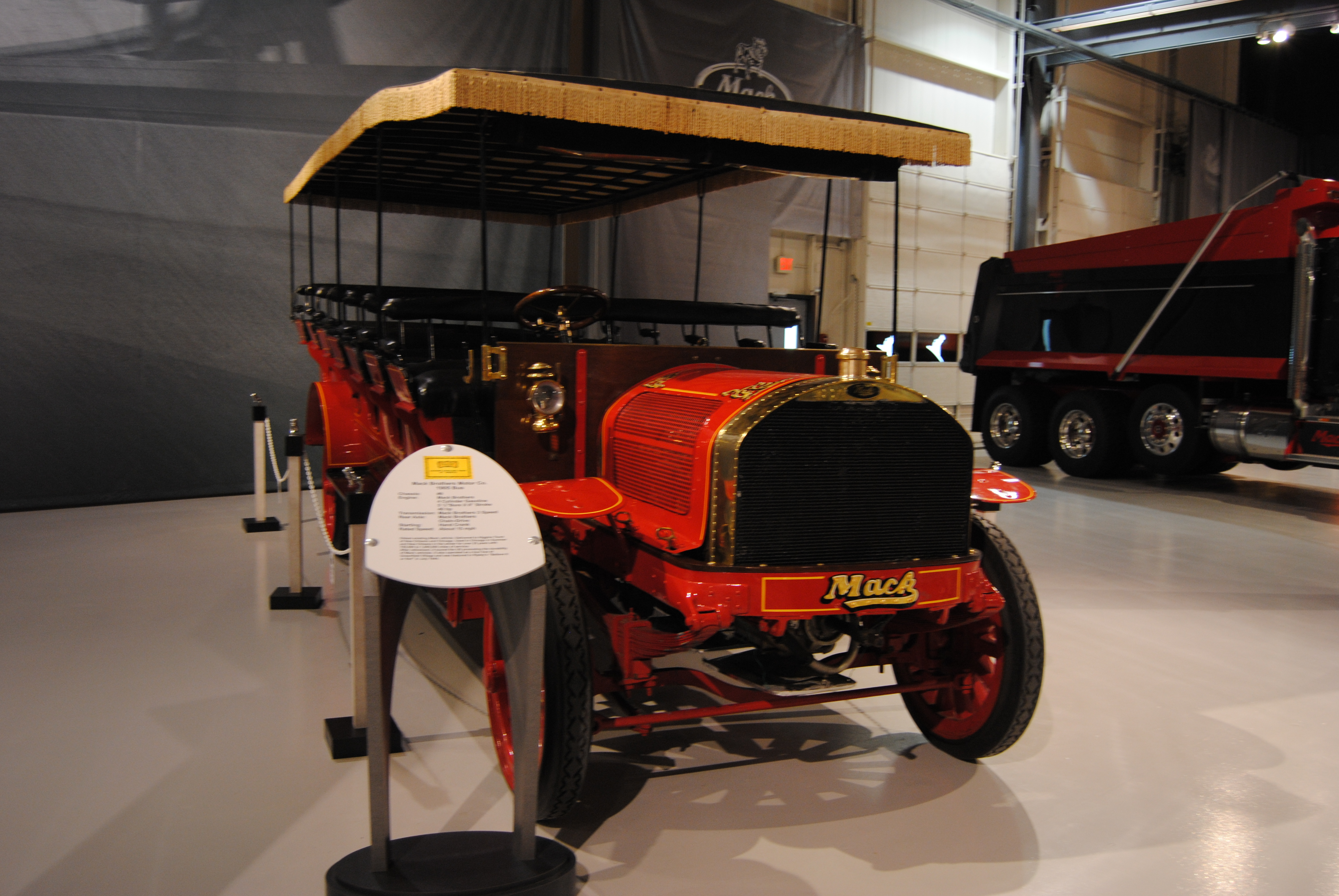
ヒストリカル・ミュージアムに展示されるマック・ブラザース製のバス

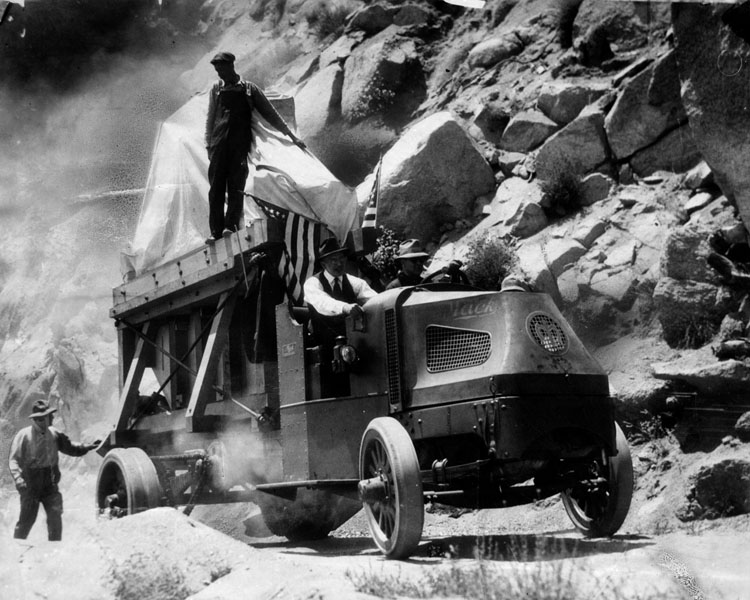
1917年、ウィルソン山天文台に100インチミラーを搬入中のマックトラック

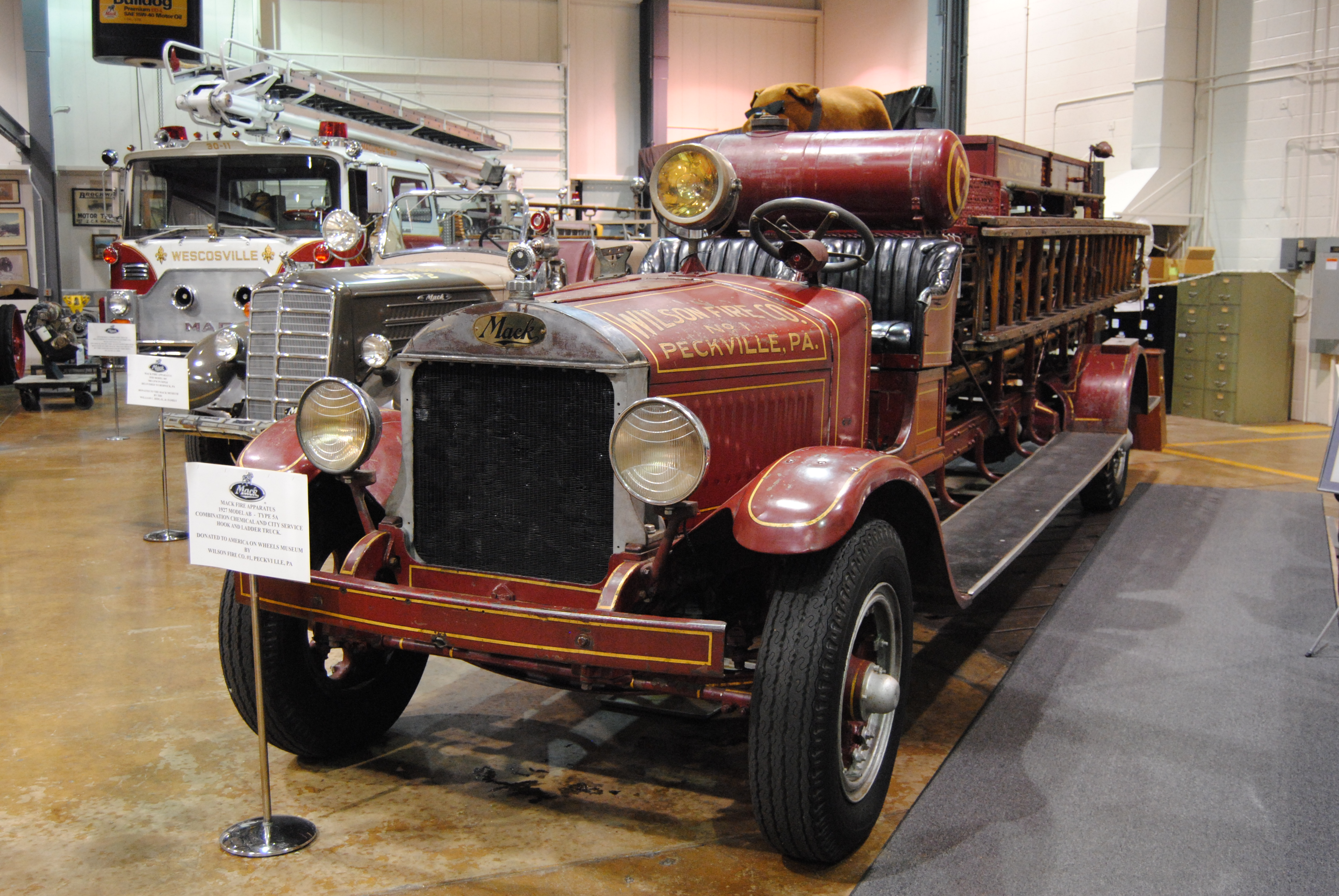
ヒストリカル・ミュージアムに展示される1927年製消防車、モデルAB タイプ5A

- 1890年 - ジョン・M・"ジャック" マック（John M."Jack" Mack）がニューヨーク、ブルックリンにある馬車とワゴン製作を行っていたファルーセン&ベリー（Fallesen＆Berry）に就職[1]。
- 1893年 - ジャックと兄弟であるアウグストゥス・F・"ガス" マック（Augustus F."Gus" Mack）がファルーセン&ベリー社を購入[1]。
- 1894年 - 3人目の兄弟ウィリアム・C・マック（William C. Mack）が経営に加わる。マック3兄弟は蒸気で動く電気自動車の研究を行い、翌年に電動車両を製造[1]。
- 1900年 - マック初となるバスの製造工場を開設。観光会社からの注文により「マックバス」販売。
- 1902年 - ニューヨークにマック・ブラザーズ カンパニーを設立。
- 1904年 - マック・ブラザースの製品ラインナップにトラック「マンハッタン」導入。
- 1905年 - アレンタウンが本社と製造工場候補として選ばれる[1]。4人目の兄弟ジョセフ（Joseph Mack）が株主となる。機関車と客車の製造開発を始める。
- 1910年 - 「マンハッタン」ブランドであるトラックを「マック」トラックに名称を変更。5人目の兄弟となるチャールズ（Charles Mack）入社。
- 1911年 -  CPコールマン率いるザウラー・モーター・トラック カンパニーはニュージャージ州プレインフィールド工場で製造された大型トラックをザウラーブランドとして製造販売する権利を購入。9月23日、アドルフ・ザウラーはマック・ブラザーズと合併し、社名は「インターナショナル・モーター・トラック カンパニー（IMTC）」となる。1918年までIMTCはザウラーブランドとしてトラックの製造販売を行う。この時点で資本金は合計で260万ドル（ザウラーが株式の61.5%を保有し160万ドル、マック兄弟が100万ドルであった[7]）
- 1912年 -  ジョンとジョセフが退社。
- 1919年 - アメリカ陸軍がマック・トラックを使用した大陸横断プロジェクトを実施。州間高速道路の必要性と実現可能性に関し調査を行っている。
- 1922年 - 社名を「マック・トラックス株式会社」に変更[1]。会社のシンボルマークとしてブルドッグを採用。1917年、第一次世界大戦でイギリス政府が軍用トラックとして購入しており、前線で兵士に食料や装備を供給する姿や驚くほどの耐久性により粘り強さの象徴であり、国のマスコットであったブリティッシュ・ブルドッグから「ブルドック・マック」の渾名で呼ばれた[1]。
- 1924年 - ペンシルベニア州、ウェザリーでの交通事故によりジョン・マック逝去。
- 1932年 - チーフエンジニアであるアルフレッド・フェローズ・マシュリー（Alfred Fellows Masury）によってブルドッグをモチーフにしたエンブレムが初めてエンジンフードに修飾される。このエンブレムは特許申請が行われており、特許収入を得ている。
- 1933年 - マック・トラックが広く知られたことにより、公共事業促進局が推進するフーバーダムを含む多数の建設プロジェクトに採用される。
- 1941年 - 消防装置部門がペンシルベニア州からニューヨーク州、ロングアイランドシティに移転。
- 1951年 - 消防装置部門が移転前の場所へ戻る。
- 1956年 - ブロックウェイ・モーター カンパニー（英語版）を買収。（その後、ブロックウェイは1977年操業を停止する。）
- 1966年 - カナダ・オンタリオ州に建設した新工場の稼働が始まる。（1993年に閉鎖）

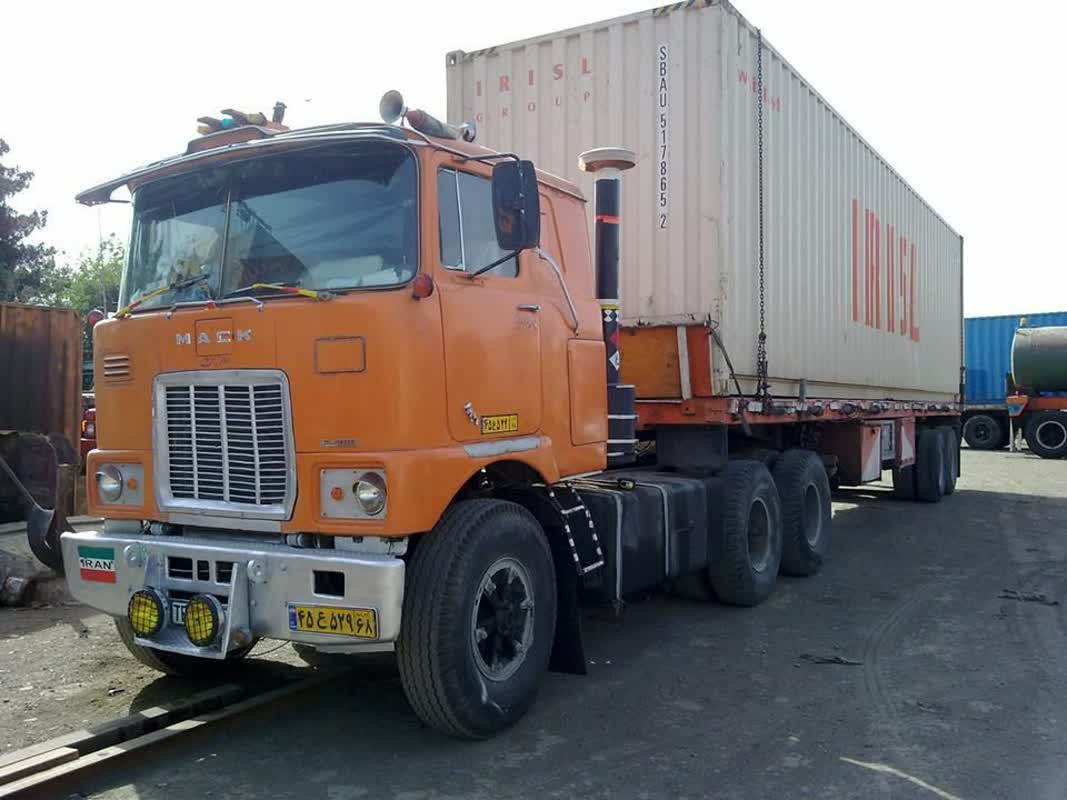
F シリーズ 1962_1981

- 1967年 - 優先株式の一対一の交換によりシグナル・オイル・アンド・ガス カンパニー（Signal Oil and Gas Company）の一員となる。
- 1970年 - アレンタウンに新設された世界本社へ移転。
- 1979年 - ルノーが10%の株式を購入。
- 1982年 - ルノー株式保有率を20%に引き上げ、シグナルは10%に引き下げ。
- 1983年 - 新規株式公開（IPO）を行い、新規株式1,570万株の普通株の発行を行う。ルノーは40%に引き上げシグナルは10.3%へ引き下げる。
- 1987年 - ルノー再編により保有株は現在のルノートラックスへ譲渡。
- 1990年 - 株式市場で残りの株式を全て購入したことによりマック・トラックスはルノー傘下へ。
- 2001年 - AB ボルボのルノー買収により、マックはルノーと共に、ボルボグループの傘下企業となり、ルノーはボルボから20%の株式を譲り受けている。

## 軍事用途

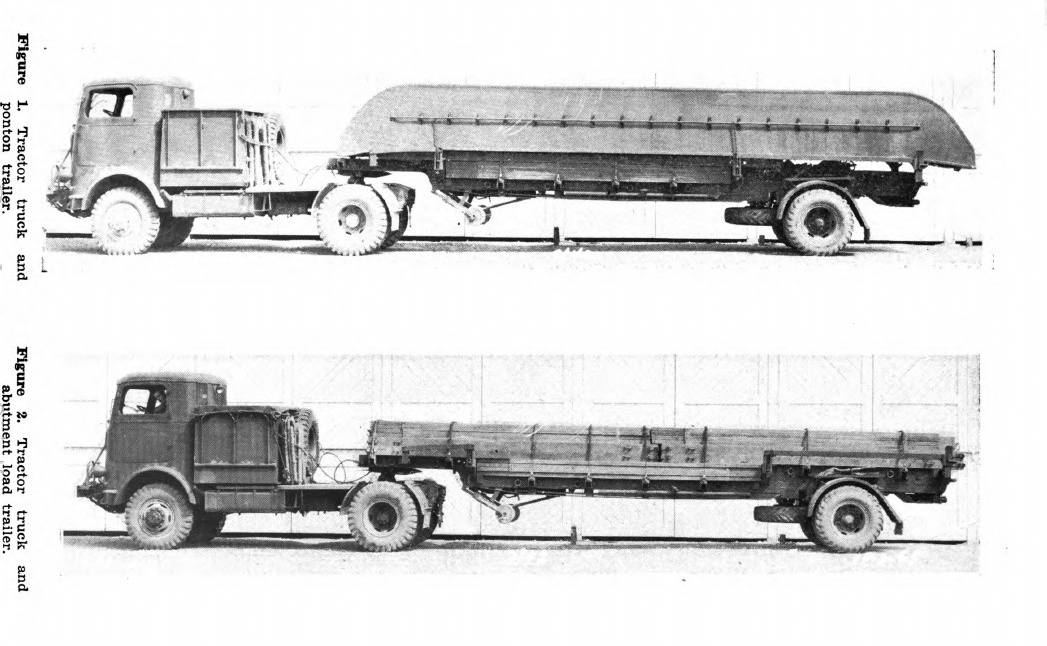
ポンツーン（上）を積んだNJU型トラック

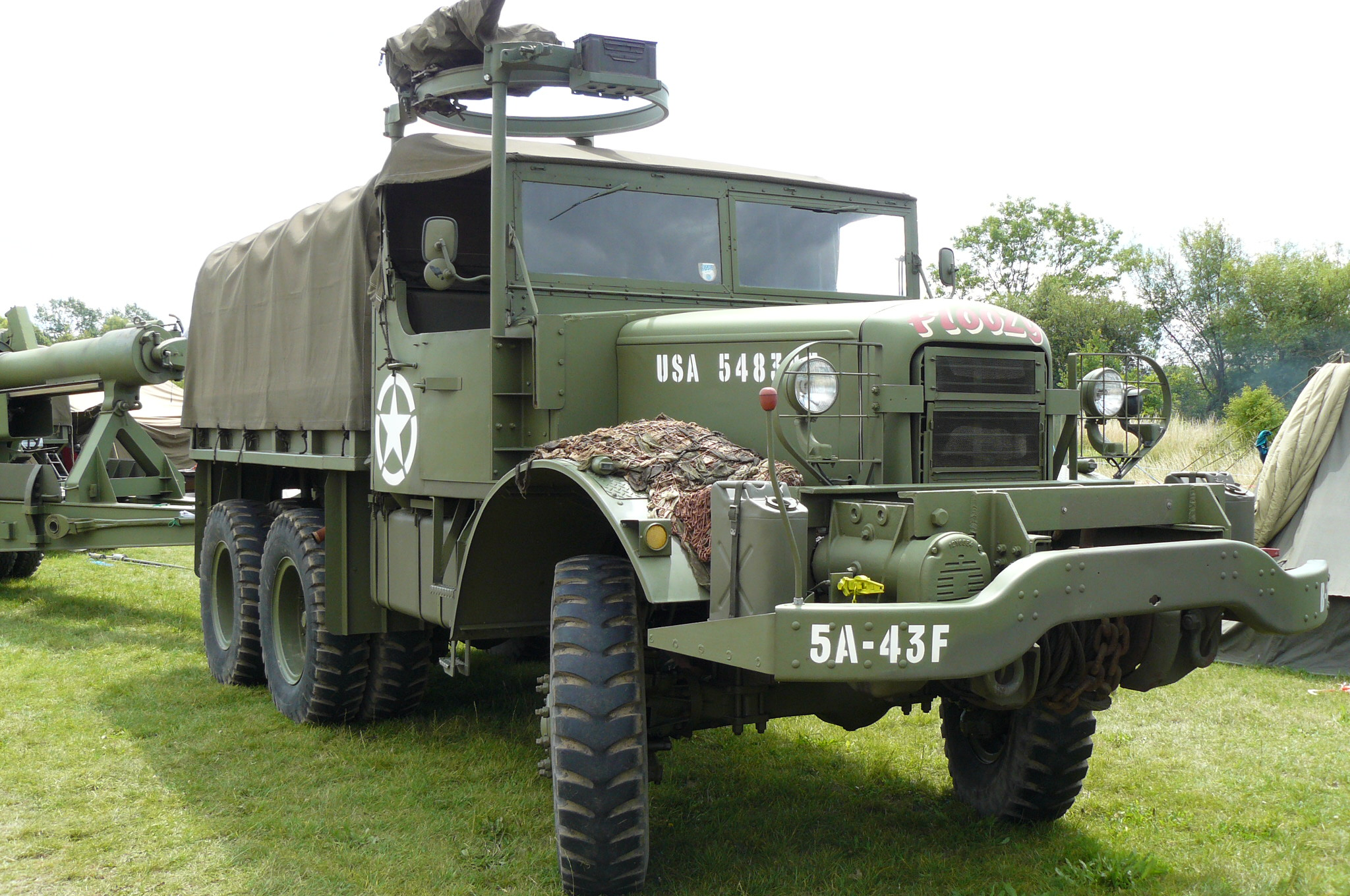
アメリカ軍に採用されたマックNOトラクタ（砲兵トラクター）

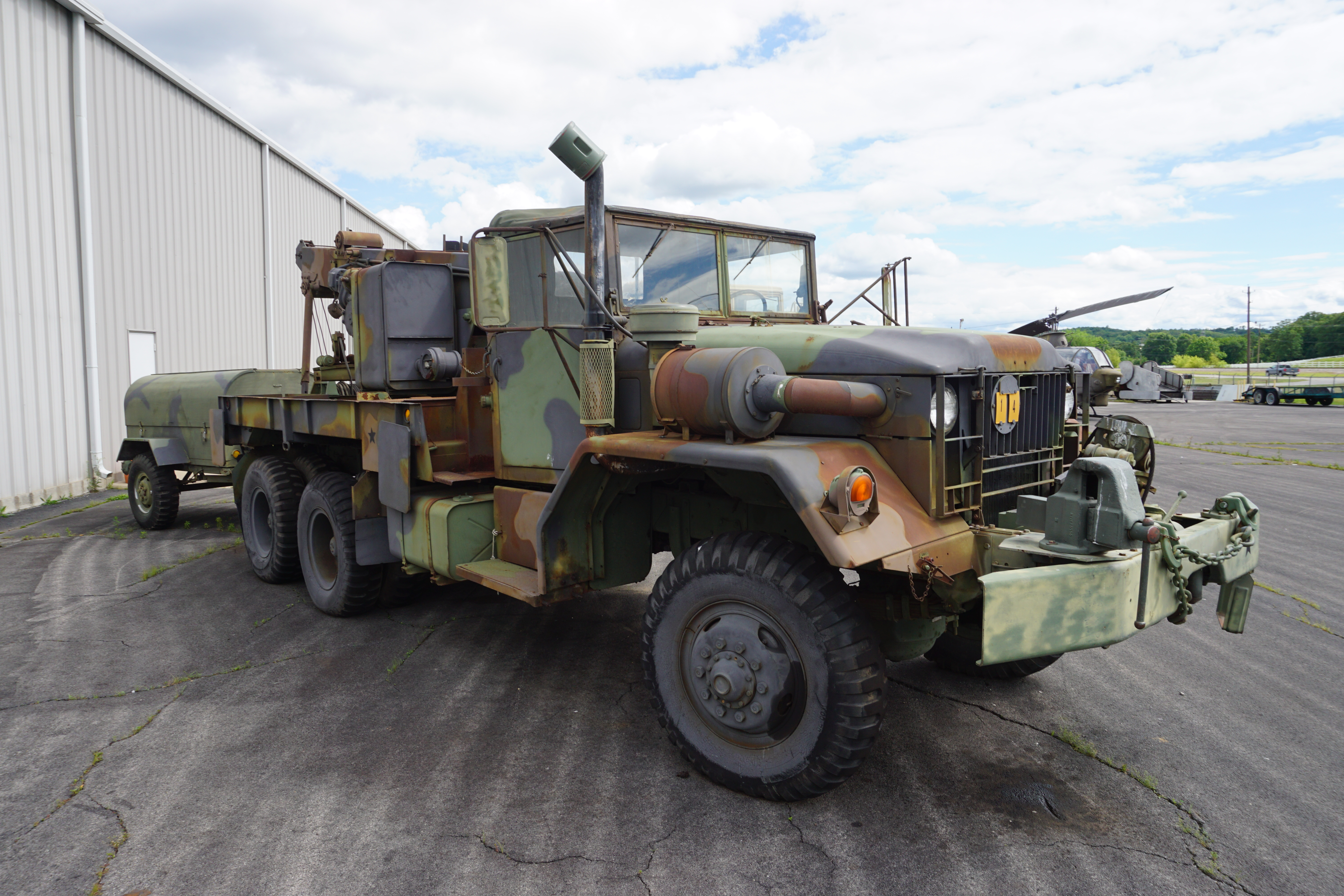
M54 5tトラック

マック・トラックは第二次世界大戦中、35,000台を超える車両を製造している。当時軍に規格が存在しておらず、マック独自に設計と規格化が図られている。
- 第二次大戦中に製造されたモデル
  - EHシリーズ - 5トン仕様車（中型）

商用モデルを流用した4×2駆動方式。兵員輸送に使用され、キャブオーバー式のEシリーズであるEH、EHU、セミトラクターモデルEHTおよびEHUT型なども出荷されており、主にヨーロッパ戦線に投入されている。1942年に2,400台が製造されている。
- LMSW - 10トン仕様車（大型）

商用モデルで6×4駆動方式。主にイギリスに出荷されレッカー車両として使用された。
- NJU（G-639） - 5トン仕様車

4輪駆動セミトラクター。仮設橋の建設に使用された。他の業者が規格化したトラックを製造したため、1941年から1942年の間に製造されたのは700台のみであった。
- NM（G-535）/NO（G-532） - 6及び7トン仕様車（中大型）

全輪駆動方式。対外援助として輸出された。1940年から1944年の間に8,400台のNM型と2,000台のNO型が製造された。
- NR - 10トン仕様車

軍事用に専用設計された6X4駆動方式の貨物トラック。イギリスや北アフリカ戦線での使用を目的とされ、長距離輸送も可能であり、1940年から1944年の間に15,000台が製造された。
- 戦後モデル（戦後マックは軍用車両の製造を抑制している）
  - M39（G-744）シリーズ - 5トン仕様車

全輪駆動である6x6方式。M54貨物トラックもこれに含まれる。多様な種類が製造されており、マックが開発コンペで勝ち取ったM39が標準化すると、少数のM51ダンプトラックも製造している。また1960年代初頭に行われたエンジン換装プログラムにも参加している。
- M123/M125（G-792） - 10トン仕様車

6x6全輪駆動セミトラクター。マックが設計しており、NOシリーズのコンポーネントを数多く流用している。戦車を回送するために極低床トレーラーであるM123を同時に開発し359両を製造している。1955年から1957年には後継モデルであるM125を552両製造している。その後、420両のM123とカミンズ製エンジン210基が追加発注されている。

## 製品

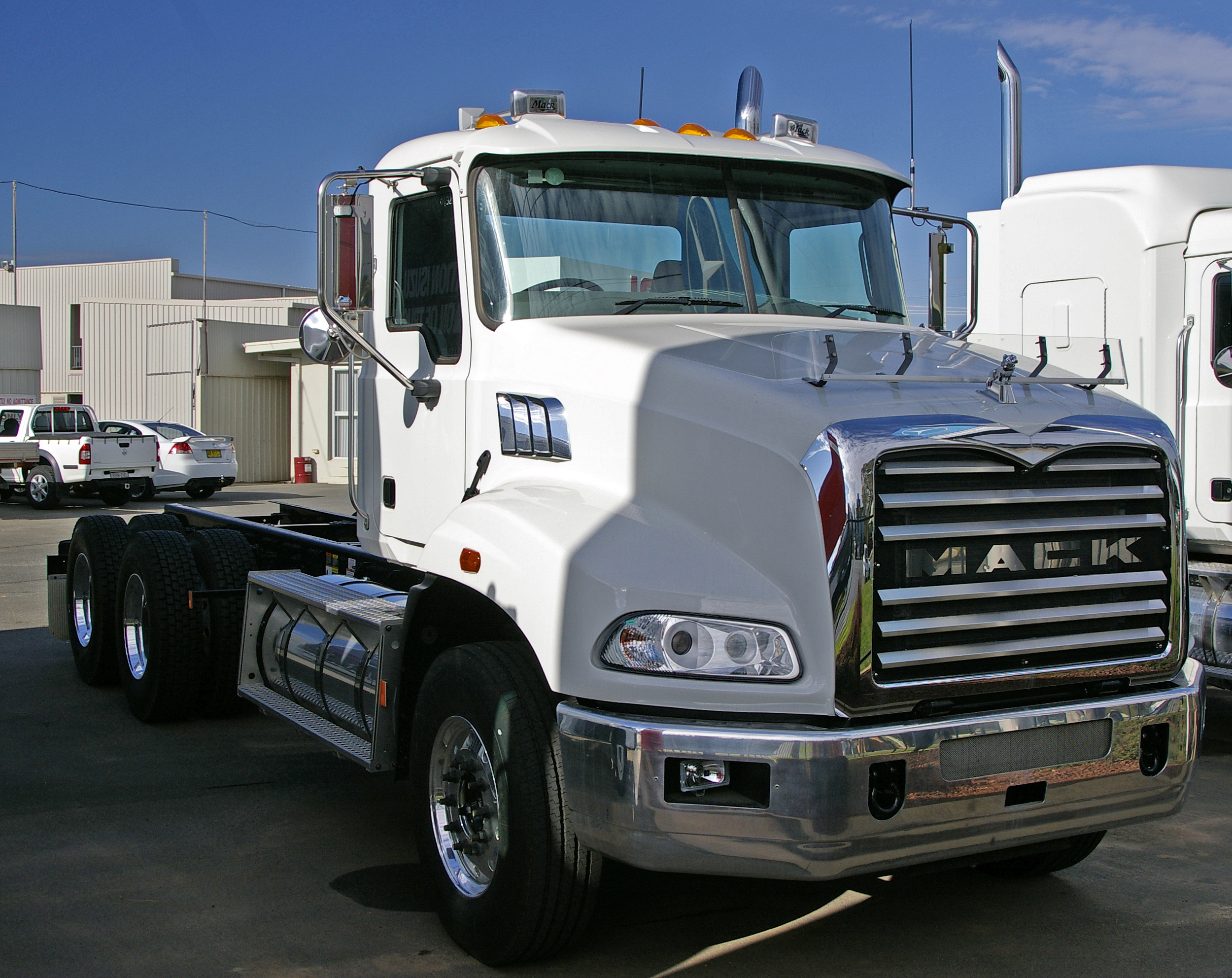
グラニット、オーストラリア輸出型

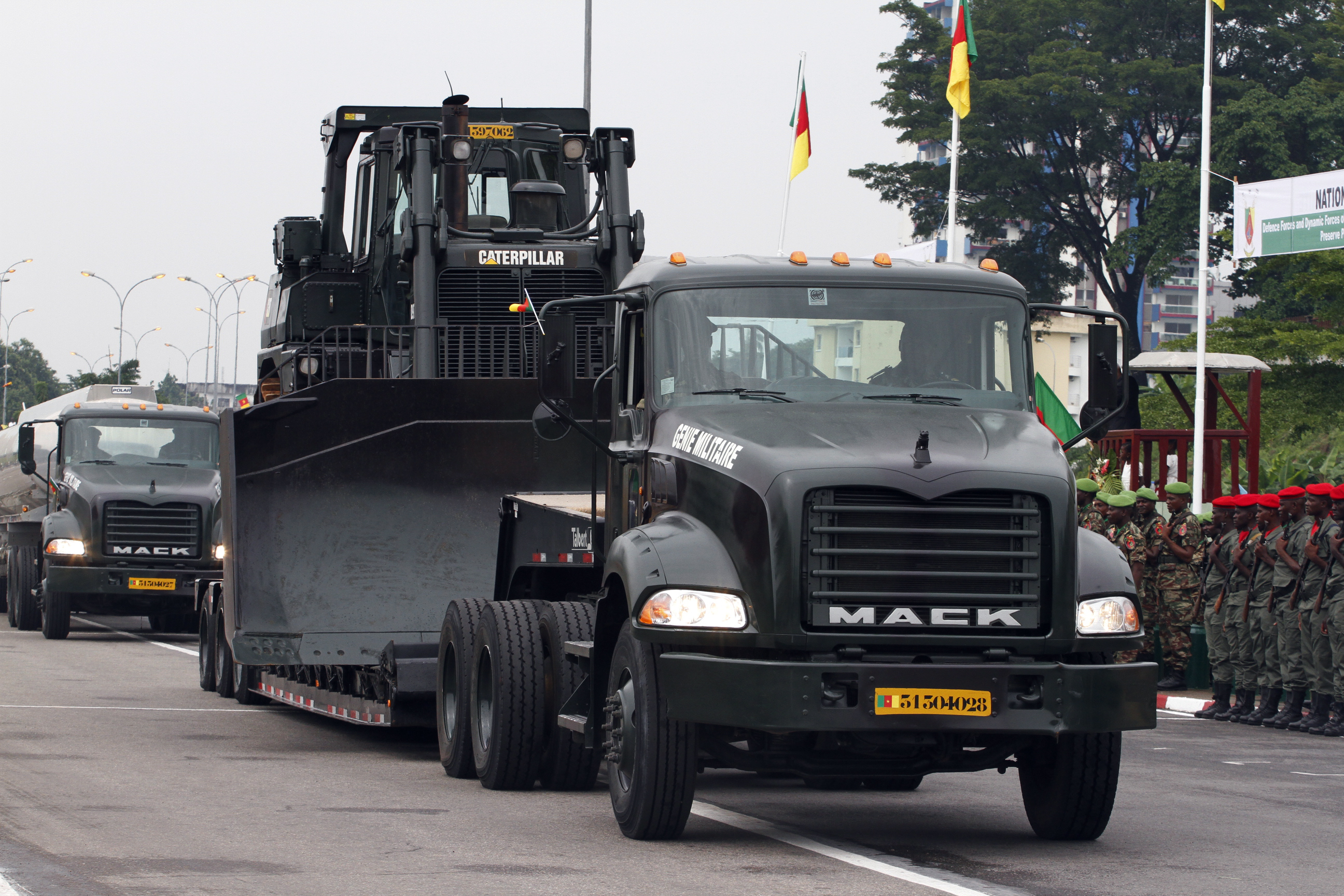
カメルーン軍で使用されるグラニット・ヘビートラクター

### 民間モデル
- Mack Anthem（マック・アンセム）
- Pinnacle（ピナクル）
- Granite（グラニット）
- Granite MHD
- LR
- TerraPro（テラプロ）
- MD Series

オーストラリア及びニュージーランド向け
- Titan
- Super-Liner
- Trident
- Metro-Liner

### タクティカル（軍事用途）
- Granite Heavy Tractor
- Granite Troop Carrier
- Granite Water/Fuel Tanker
- Granite Wrecker
- Pinnacle Tractor/Trailer
- Heavy Dump Truck

## 登場作品

### 映画
- コンボイ - 5台のRS700シリーズとクルーズライナーCOE（キャブオーバー）が使用される。
- マッドマックス2 - 主人公マックスが脱出のために使用するオイルタンカーを牽引するトラックとして登場する。
- 地獄のデビル・トラック
- ダイ・ハード3 - DMシリーズのダンプカーが使用される。
- 沈黙の断崖 - 追跡シーンで登場する。
- バニラ・スカイ -トム・クルーズ演じる主人公デイビッドが運転するフォード・マスタングと衝突する。
- バッドボーイズ2バッド
- カーズ - ライトニング・マックィーンを搬送するトランスポーター、マックとして登場する。
- トランスフォーマー/ダークサイド・ムーン - トランスフォーマー軍団と敵対するメガトロンの車両として登場する。

この他、歌詞や小説などにも登場している。

### メディア出演
- アンダーカバー・ボス 社長潜入調査 - 2008年から2012年まで社長であったデニー・スラグ（Denny Slagle）が出演している[17]。